# 副丽瘿螨属
副丽瘿螨属（学名：Paracalacarus）为瘿螨科的一个属。

## 下级分类
本属包括以下物种：
- 波氏副丽瘿螨 Paracalacarus podocarpi Keifer